# Brachymyrmex antennatus
Brachymyrmex antennatus es una especie de hormiga perteneciente al género Brachymyrmex, categorizada en la tribu Myrmelachistini, de la subfamilia Formicinae.

## Distribución
La especie es nativa de la región del Neotrópico. Se distribuye por América del Sur, en Argentina, Brasil, Colombia, Ecuador, Perú y Surinam.

## Taxonomía
Fue descrita por Santschi, 1929.